# ديف سميث
ديف سميث (بالإنجليزية: Dave Smith)‏ (27 يوليو 1936 المملكة المتحدة - 1 يونيو 2015) هو لاعب كرة قدم بريطاني سابق كان يلعب كلاعب وسط.